# Холецистектомія
Холецистектомія (лат. cholecystectomia) — радикальний метод хірургічного лікування, що спрямований на видалення жовчного міхура, що виконується переважно при калькульозному холециститі. Є одним із методів хірургічного лікування холециститу.

## Показання
Хірургічному лікування підлягають:

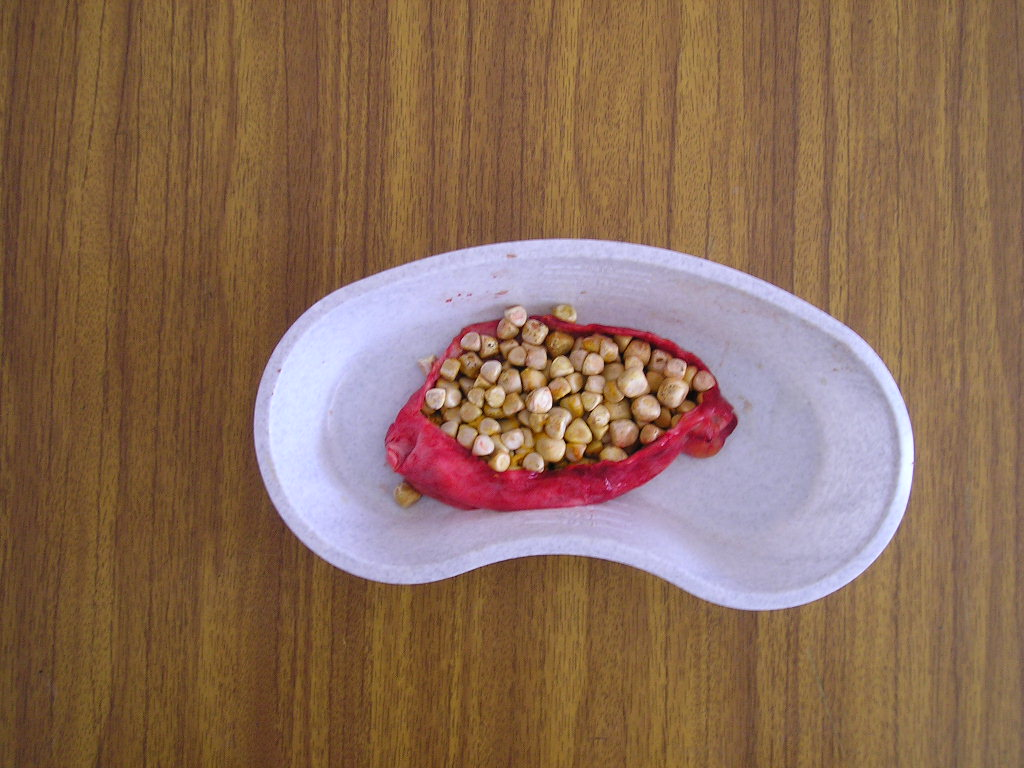
Камені у жовчному міхурі (калькульозний холецистит)

- усі форми гострого калькульозного холециститу
- деструктивні та ускладнені форми некалкульозного холециститу (виняток — інфільтрат жовчевого міхура)
- гострий катаральний холецистит, при неефективності консервативного лікування
- Один з етапів операції Уіплла.

## Класифікація
За хірургічним доступом:
- лапаротомна (класична)
- лапароскопічна

За методою виконання:
- від шийки (ретроградна)
- від дна (антеградна)
- атипова

За показаннями:
- планові
- відстрочені
- екстрені (до 24 годин з моменту госпіталізації)
- термінові (від 24 до 72 годин з моменту госпіталізації, є можливість консервативного лікування та підготування до операції пацієнта)
- «вимушені» (рідкі випадки коли консервативне лікування тривало більше 3 днів але симптоматика захворювання різко змінилась до «гіршого», наприклад виникло ускладнення холециститу- перфорація жовчевого міхура)

За часом виконання від моменту початку захворювання:
- ранні (до 72 годин)
- пізні (більше 72 годин, коли загалом розвиваються ускладнення)

## Етапи
Основні етапи холецистектомії передбачають:
1. Вибір хірургічного доступу, розріз
2. Попередня ревізія (оцінка ситуації)
3. Видалення жовчного міхура
4. Повторна ревізія
5. Дренування
6. Вихід з черевної порожнини, зашивання хірургічної рани (ран)

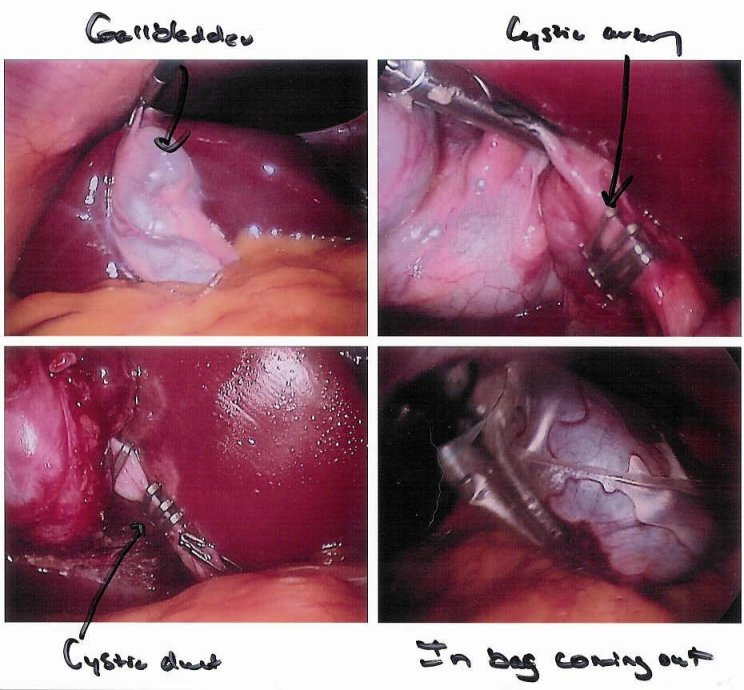
Лапароскопічна холецистектомія, вигляд від хірурга

Існують основні два методи хірургічного доступу до міхура:
- лапаротомний (орієнтовно розріз довжиною 20 см, верхньо-серединна лапаротомія, косий (за Кохером), кутовий (за Федоровим) та інші)
- лапароскопічний (4 невеликих розрізи - 0,5–1,0 см на передній черевній стінці, або один розріз - 1,5–2,0 см).

Після лапароскопічної холецистектомії пацієнт швидше сідає, стає на ноги та одужує у порівнянні з пацієнтами, яким виконувалась лапаротомна операція.
Проте, окрім того, що до лапароскопічної холецистектомії є свої показання та протипоказання і необхідне дороге медичне обладнання, існують медичні ситуації за наявності яких можливо виконати операцію лише через лапаротомний доступ. Вкрай рідко виникає необхідність розпочату лапароскопічно холецистектомію завершувати лапартомно, що називають конверсією.